# Fédération Française des clubs alpins et de montagne

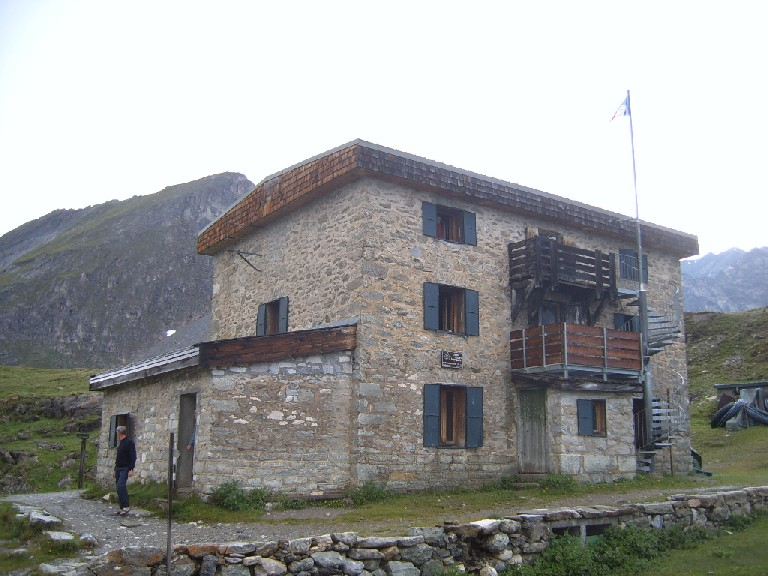
El refugi de muntanya del CAF al Coll de la Vanoise

El Fédération Française des clubs alpins et de montagne (FFCAM), coneguda fins al 2005 com a Club Alpin Français (CAF), és una federació de clubs que promouen els esports de muntanya a l'estat francès. Ofereix programes de formació múltiple i cursos per a ajudar les persones a conèixer les muntanyes i dirigeix 142 refugis de muntanya, majoritàriament als Alps i als Pirineus.
Ha evolucionat i crescut molt d'ençà la seva creació el 1874 com a Club Alpin Français (CAF). El Club va ser rebatejat com a FFCAM el 30 de gener de 2005 durant el seu 5è congrés, a Chambèri. Ha esdevingut una federació esportiva amb 241 associacions afiliades, reagrupant desenes de milers de socis. Gairebé 90,000 persones són socis de la FFCAM fins ara. Comitès regional i departamentals aplicant les accions de la federació a nivell local.
És un dels membres fundadors de la Unió Internacional d'Associacions d'Alpinisme (UIAA).